# گمینا تارنوگرود
گمینا تارنوگرود (به لهستانی:  Gmina Tarnogród) یک گمینا در لهستان است که در شهرستان بیوگورای واقع شده‌است. گمینا تارنوگرود ۱۱۴٫۲۵ کیلومتر مربع مساحت و ۶٬۸۶۰ نفر جمعیت دارد.